# Liga BVIFA 2021-22
La Liga BVIFA 2021-22 fue  la edición número 12 del Campeonato de fútbol de las Islas Vírgenes Británicas.
La temporada comenzó el 23 de octubre de 2021, finalizó el 29 de mayo de 2022, y contó con la participación de 10 equipos.

## Clasificación
| Pos. | Equipo              | Pts. | PJ | G  | E | P  | GF | GC | Dif. | Clasificación 2021-22 |
| ---- | ------------------- | ---- | -- | -- | - | -- | -- | -- | ---- | --------------------- |
| 1    | Sugar Boys FC       | 42   | 18 | 13 | 3 | 2  | 67 | 20 | +47  | Campeón               |
| 2    | Panthers FC         | 34   | 18 | 11 | 1 | 6  | 52 | 31 | +21  |                       |
| 3    | Wolues FC           | 33   | 18 | 10 | 3 | 5  | 37 | 29 | +8   |                       |
| 4    | Rebels FC           | 32   | 18 | 10 | 2 | 6  | 52 | 29 | +23  |                       |
| 5    | Virgin Gorda United | 32   | 18 | 10 | 2 | 6  | 49 | 29 | +20  |                       |
| 6    | One Love United FC  | 30   | 18 | 9  | 3 | 6  | 42 | 38 | +4   |                       |
| 7    | Islanders FC        | 26   | 18 | 8  | 2 | 8  | 39 | 30 | +9   |                       |
| 8    | Lion Heart FC       | 15   | 18 | 4  | 3 | 11 | 30 | 60 | −30  |                       |
| 9    | Old Madrid FC       | 8    | 18 | 2  | 2 | 14 | 19 | 68 | −49  |                       |
| 10   | One Caribbean       | 7    | 18 | 2  | 1 | 15 | 26 | 79 | −53  |                       |

Actualizado a los partidos jugados el 29 de mayo de 2022.
 Fuente: RSSSF

## Campeón
| Bandera de Islas Vírgenes Británicas |
| Campeón Sugar Boys FC                |
| 3.° título                           |